# Seydou Keïta (photographe)
Pour les articles homonymes, voir Seydou Keïta et Keita.
Seydou Keïta est un photographe portraitiste malien né en 1923 à Bamako (Soudan français et actuel Mali) et mort le 22 novembre 2001 à La Boissière-École.

## Biographie
Spécialiste du portrait, il utilise une chambre photographique.
Commençant la photographie en 1949, il installe dans sa cour un studio.
De 1962 à 1977, il est photographe à la Sûreté nationale.
Présenté pour la première fois en France, à Rouen par Pierre Olingue, lors des troisièmes Rencontres photographiques de Normandie, consacrées aux photographes africains, en mai 1993.
Il a ensuite exposé grâce à Françoise Huguier aux Rencontres internationales de la photographie d'Arles en 1994, à la Fondation Cartier à Paris en 1994 et au musée Solomon R. Guggenheim à New York en 1996.
Un prix « Seydou Keïta » est attribué lors des Rencontres africaines de la photographie à Bamako.
L’œuvre de Seydou Keïta est de nouveau exposée à Paris, au Grand Palais des Champs-Élysées, entre mars et juillet 2016, en partenariat avec la Contemporary African Art Collection (CAAC).
Considéré comme le « père » de la photographie africaine, Seydou Keïta est un précurseur qui commence son activité de portraitiste dans le Bamako de 1948.
Pour des raisons économiques, celui qui ne sera découvert en Occident que dans les années 1990 ne réalise qu’une prise par séance et uniquement à la lumière du jour. Ses images, prises entre 1949 et 1962, nous offrent un aperçu de la haute société malienne de l’époque. Et aujourd’hui, l’œuvre de Keïta, mort à Paris en 2001, fait toujours référence, connaissant la consécration dans les plus grands musées du monde.

## Expositions
- 2016 : Galeries nationales du Grand Palais[2],[3].
- 2017 : Festival Photo La Gacilly[4], Morbihan .
- 2017 : « Afrique humaniste », avec Léon Herschtritt, Malick Sidibé, J. D. 'Okhai Ojeikere, galerie Bernard Dulon, Paris[5]
- 2018 : Afrotopia : 11e édition, Biennale africaine de la photographie[6] .